# JoAnne Stubbe
JoAnne Stubbe ( Champaingn, 11 de junio de 1946) es una química estadounidense conocida sobre todo por sus trabajos sobre la ribonucleótido reductasa, por el que recibió la Medalla Nacional de Ciencias en 2009. En 2017, se jubiló como profesora de Química y Biología en el Instituto Tecnológico de Massachusetts.

## Carrera y educación
Stubbe nació en Champaign, Illinois en 1946. En 1968, Stubbe se licenció en química por la Universidad de Pensilvania y trabajó como estudiante en el laboratorio del profesor Edward R. Thornton. Tras obtener su doctorado en química orgánica bajo la dirección del profesor George Kenyon de la Universidad de California, Berkeley en 1971, realizó una breve estancia (1971-1972) como postdoctorado en la UCLA, donde trabajó en la síntesis del LSD a partir de triptófano con Julius Rebek.  Después, Stubbe dio clases en el Williams College (1972-1977) y descubrió que no quería enseñar, sino investigar. Al darse cuenta, se fue a la Universidad de Brandeis (1975-1977), donde hizo un segundo postdoctorado con Bob Abeles. Aquí es donde aprendió el arte y la ciencia de crear inhibidores enzimáticos basados en mecanismos. También enseñó en la Escuela de Medicina de Yale (1977-1980) como profesora asistente en el departamento de farmacología.
En 1980, se mudó a la Universidad de Wisconsin, donde trabajó como profesora asistente en el Departamento de Bioquímica y ascendiendo a profesora titular en 1985. Fue profesora adjunta durante un total de 12 años. En 1987, Stubbe pasó a ser profesora en el Departamento de Química del MIT, donde se convirtió en la primera mujer en recibir una titularidad en ese departamento. Recibió un nombramiento conjunto en el Departamento de Biología del MIT en 1990.

## Investigación
Stubbe ha publicado más de 300 artículos científicos y ha recibido frecuentes reconocimientos por sus logros de investigación. Antes de los trabajos de Stubbe, no había mecanismos químicos que pudieran escribirse para ciertas enzimas. Revolucionó el campo de la bioquímica con sus dos primeros trabajos científicos sobre las enzimas enolasa y piruvato quinasa.
Sus dos primeras publicaciones en revistas científicas mostraron los mecanismos de las reacciones en las que intervienen las enzimas enolasa, que metaboliza los hidratos de carbono, y piruvato quinasa. Sus primeros experimentos innovadores se llevaron a cabo a finales de la década de 1970 y principios de la de 1980, mientras estaba en Yale, y luego en la Universidad de Wisconsin. Intentaba comprender cómo se sustituía el grupo hidroxilo en la posición 2' del azúcar del ribonucleótido por el hidrógeno que se encuentra en los desoxirribonucleótidos. Para realizar estos experimentos, tuvo que sintetizar nucleótidos que llevaban un isótopo pesado en posiciones específicas. Al parecer, Stubbe tenía una cama en su despacho, ya que trabajaba las veinticuatro horas del día en sus experimentos. Stubbe fue pionera en el uso de investigaciones espectroscópicas de las interacciones enzimáticas y ha dedicado la mayor parte de su carrera a dilucidar los mecanismos bioquímicos de los radicales libres. En sus primeros trabajos en Yale y luego en la Universidad de Wisconsin, Stubbe descubrió cómo las enzimas llamadas ribonucleótidos reductasas utilizan la química de los radicales libres para convertir los nucleótidos en desoxinucleótidos, un proceso esencial en la reparación y replicación del ADN. Estas enzimas catalizan el paso determinante de la biosíntesis del ADN. Su análisis del proceso de reducción de nucleótidos arrojó luz sobre el mecanismo de acción del fármaco anticanceroso gemcitabina de Eli Lilly & Co., que se utiliza para tratar diversos carcinomas, como el cáncer de páncreas, el de mama y el de pulmón de células no pequeñas.
Stubbe, en colaboración con John Kozarich, también dilucidó la estructura y función de la bleomicina, un antibiótico que se utiliza habitualmente para tratar el cáncer. Descubrieron cómo la bleomicina induce roturas de la cadena de ADN en las células tumorales, lo que a su vez induce la apoptosis.
Antes de jubilarse, Stubbe estudió la función de la ribonucleótido reductasa y los mecanismos de los fármacos de utilidad clínica. También amplió sus investigaciones sobre los polihidroxibutiratos, una clase de polímeros biodegradables que pueden ser sintetizados por bacterias en determinadas condiciones y luego convertidos en plásticos. Otros intereses de investigación de Stubbe fueron el diseño de los llamados inhibidores suicidas y los mecanismos de las enzimas de reparación del ADN.
Stubbe ha formado parte de varios comités, entre ellos los de revisión del comité de becas de los Institutos Nacionales de Salud (NIH) y los consejos de redacción de varias revistas científicas.

## Vida personal
Los padres de Stubbe eran profesores, y por eso pensó que la enseñanza era lo que quería hacer originalmente como carrera. Stubbe tenía un perro de compañía llamado Dr. McEnzyme Stubbe. El perro formaba parte del grupo de investigación y tenía su propia dirección de correo electrónico y foto en la página web del grupo.

## Sociedades científicas
- 1991 Academia Estadounidense de las Artes y las Ciencias[14]
- 1992 Academia Nacional de Ciencias de los Estados Unidos (sección de bioquímica)[15][16]
- 2004 Sociedad Filosófica Estadounidense[17]
- Sociedad Química Estadounidense[6]
- Sociedad Estadounidense de Químicos Biológicos[6]
- Sociedad de proteínas[6]

## Premios y honores
- 1986 Premio Pfizer en química enzimática[2]
- 1989 ICI - Premio farmacéutico Stuart a la excelencia en química[2]
- Premio de enseñanza del MIT de 1990[6]
- 1991 Premio becario de la Academia Estadounidense de las Artes y las Ciencias[18]
- 1992 Myron L. Bender y Muriel S. Bender Profesores Distinguidos de Verano, Universidad Northwestern
- 1993 Premio Arthur C. Cope Scholar[19] de la American Chemical Society
- 1996 Medalla Richards de la sección noreste de ACS[20][21]
- 1997 Premio Alfred Bader en Química Bioinorgánica o Bioorgánica[22] de la American Chemical Society
- 1998 Medalla FA Cotton a la excelencia en investigación química de la American Chemical Society[23]
- Premio Repligen 2004[24]
- Premio John Scott 2005[25]
- Premio Emil Thomas Kaiser de la Sociedad de Proteínas 2008[26]
- Premio de la Academia Nacional de Ciencias 2008 en Ciencias Químicas[27]
- Medalla Kirkwood 2008[28]
- Premio Nakanishi de la American Chemical Society de 2009 por identificar el papel de los radicales intermedios en las funciones de la ribonucleótido reductasa.[29]
- Medalla Nacional de Ciencias de 2009 "por sus revolucionarios experimentos para establecer los mecanismos de las ribonucleótidas reductasas, las sintasas de poliéster y los productos naturales para cortar el ADN, demostraciones convincentes del poder de las investigaciones químicas para resolver problemas en biología".[30][7]
- 2009 Medalla Prelog, Laboratorio de Química Orgánica del Instituto Federal Suizo de Tecnología, Zúrich[31]
- 2010 Medalla Benjamin Franklin en Química del Instituto Franklin por descubrir los intrincados procesos por los que las células utilizan con seguridad los radicales libres, para desarrollar nuevos tratamientos contra el cáncer y para mejorar la producción de polímeros respetuosos con el medio ambiente.[32]
- Premio Welch 2010 por "investigación fundamental en bioquímica y enzimología".
- Premio en memoria de Murray Goodman 2010[33]
- 2013 Doctor honorario de la Universidad de Harvard[34]
- Premio al alumno distinguido de Penn Chemistry 2014[35]
- Premio Remsen de la Sociedad Americana de Química 2015[36]
- Premio Pearl Meister Greengard 2017[37][38]
- Medalla Priestley de la Sociedad Química Estadounidense de 2020.[39][8]